# Сельское поселение Юрцовское
Се́льское поселе́ние Юрцовское — бывшее (до 2015) муниципальное образование в упразднённом Егорьевском районе Московской области. Административный центр — деревня Юрцово. В состав входили 38 населённых пунктов.
Упразднено 7 ноября 2015 в связи с преобразованием Егорьевского муниципального района в городской округ.

## География
Располагалось в центральной и восточной частях района. Граничило с сельскими поселениями Раменским и Саввинским, городскими поселениями Егорьевск и Рязановский, а также с сельским поселением Дмитровским Шатурского района. Площадь территории сельского поселения — 25 443 га

## Население
| 2006  | 2007  | 2008  | 2009  | 2010  | 2011  |
| ----- | ----- | ----- | ----- | ----- | ----- |
| 4208  | ↘4104 | ↗4134 | ↗4150 | ↗5518 | ↗5557 |
| 2012  | 2013  | 2014  | 2015  |       |       |
| →5557 | ↗5561 | →5561 | ↘5551 |       |       |

## Состав
Муниципальное образование «сельское поселение Юрцовское» в границах на момент упразднения было образовано в 2004 году на основании закона Московской области «О статусе и границах Егорьевского муниципального района и вновь образованных в его составе муниципальных образований». В его состав вошли 38 населённых пунктов бывшего Подрядниковского сельского округа.
В состав поселения входили 38 населённых пунктов:
| Вид     | Наименование    | Население, чел. (2010) |
| ------- | --------------- | ---------------------- |
| деревня | Анохино         | 115                    |
| деревня | Астанино        | 16                     |
| деревня | Барсуки         | 122                    |
| деревня | Большая Ильинка | 23                     |
| деревня | Бутово          | 31                     |
| деревня | Владычино       | 32                     |
| деревня | Гора            | 24                     |
| деревня | Двойни          | 75                     |
| деревня | Демидово        | 70                     |
| деревня | Денисово        | 25                     |
| деревня | Дмитровка       | 253                    |
| деревня | Жабки           | 38                     |
| деревня | Иншаково        | 90                     |
| деревня | Княжево         | 21                     |
| деревня | Колионово       | 9                      |
| деревня | Крехтино        | 65                     |
| деревня | Ларинская       | 31                     |
| деревня | Леоново         | 255                    |
| деревня | Лобаново        | 21                     |
| деревня | Малая Ильинка   | 58                     |
| деревня | Маловская       | 6                      |
| деревня | Никоново        | 41                     |
| деревня | Новоерохино     | 15                     |
| деревня | Парыкино        | 129                    |
| деревня | Песье           | 7                      |
| деревня | Подрядниково    | 110                    |
| деревня | Полбино         | 853                    |
| село    | Починки         | 1429                   |
| деревня | Рахманово       | 171                    |
| деревня | Сидоровка       | 16                     |
| деревня | Староерохино    | 4                      |
| деревня | Старый Спасс    | 27                     |
| деревня | Тимохино        | 45                     |
| деревня | Фильчаково      | 20                     |
| деревня | Чигарово        | 30                     |
| деревня | Щеголёво        | 29                     |
| деревня | Юрцово          | 1207                   |
| деревня | Юрьево          | 5                      |

## Особенности культуры
На территории сельского поселения Юрцовское располагаются Крутины.